# Xaitongmoin
| Tibetische Bezeichnung                          |
| ----------------------------------------------- |
| Tibetische Schrift: བཞད་མཐོང་སྨོན་རྫོང་              |
| Wylie-Transliteration: bzhad mthong smon rdzong |
| Offizielle Transkription der VRCh: Xaitongmoin  |
| THDL-Transkription: Shethongmön                 |
| Chinesische Bezeichnung                         |
| Traditionell: 謝通門縣                          |
| Vereinfacht: 谢通门县                           |
| Pinyin:Xiètōngmén Xiàn                          |

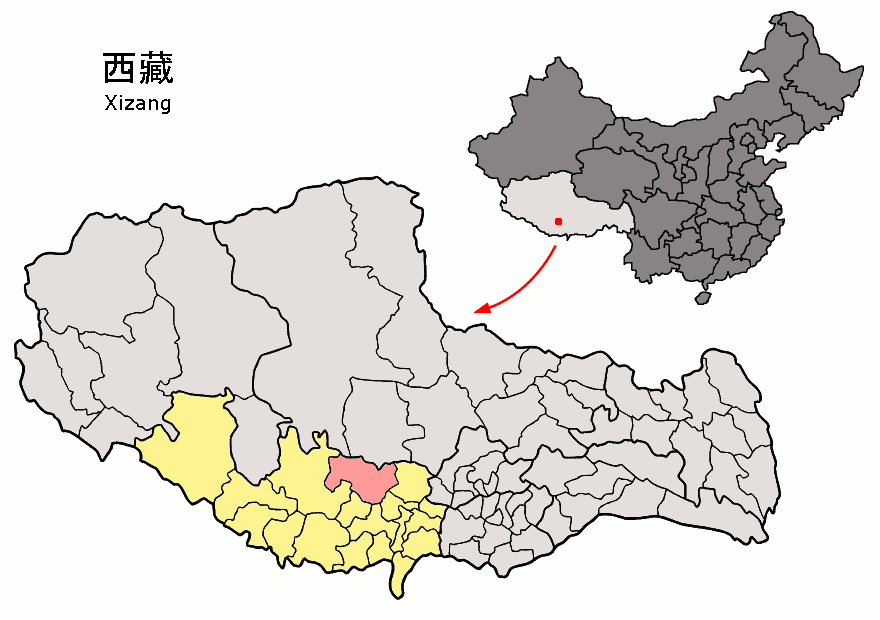
Lage des Kreises Xaitongmoin in Xigazê (gelb)

Der Kreis Xaitongmoin (Shethong Möndzong) liegt im Norden der bezirksfreien Stadt Xigazê im Autonomen Gebiet Tibet der Volksrepublik China. Die Fläche beträgt 14.004 Quadratkilometer und die Einwohnerzahl 45.573 (Stand: Zensus 2020). 1999 zählte Xaitongmoin 40.641 Einwohner.

## Administrative Gliederung
Auf Gemeindeebene setzt sich der Kreis aus einer Großgemeinde und achtzehn Gemeinden zusammen. Diese sind (Pinyin/chin.):
- Großgemeinde Kaga 卡嘎镇

- Gemeinde Tongmen 通门乡
- Gemeinde Rongma 荣玛乡
- Gemeinde Tading 塔丁乡
- Gemeinde Danapu 达那普乡
- Gemeinde Nanmuqie 南木切乡
- Gemeinde Renqin 仁钦则乡
- Gemeinde Damuxia 达木夏乡
- Gemeinde Meibaqinqin 美巴切钦乡
- Gemeinde Qingdu 青都乡
- Gemeinde Qieqiong 切琼乡
- Gemeinde Nadang 纳当乡
- Gemeinde Cuobuxi 措布西乡
- Gemeinde Niangre 娘热乡
- Gemeinde Zexu 则许乡
- Gemeinde Chunzhe 春哲乡
- Gemeinde Chabu 查布乡
- Gemeinde Danada 达那答乡
- Gemeinde Lieba 列巴乡